# Экло

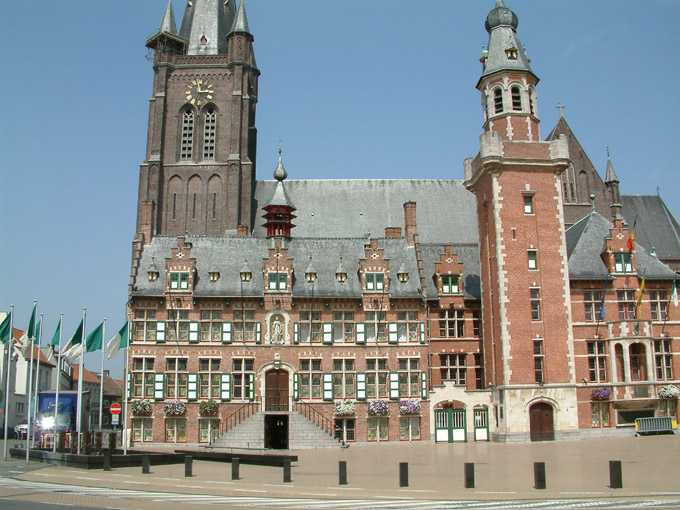
Ратуша Экло и беффруа (справа)

Экло (нидерл. Eeklo) — город и коммуна в Бельгии.

## География
Город Экло находится на крайнем северо-востоке Бельгии, в нескольких километрах от нидерландской провинции Зеландия. Административно входит в провинцию восточная Фландрия региона Фландрия, центр округа Экло. Расстояние от Гента — 20 километров на северо-восток, от Антверпена — 66 километров на запад, от Брюсселя — 80 километров на северо-запад. Высота над уровнем моря — 8 метров.
Площадь коммуны Экло составляет 30,05 км². Численность населения равна 19 825 человек (на 2008 год). Плотность населения — 660 чел./км².

## Достопримечательности
Ратуша Экло вместе с её беффруа в 1999 году внесена в список Всемирного наследия ЮНЕСКО.